# Michel Bissonnet
Cet article possède un paronyme, voir Bissonnette.
Michel Bissonnet, né le 28 mars 1942 à Montréal, est un avocat et un homme politique québécois.
Il est le député de la circonscription de Jeanne-Mance puis de celle de Jeanne-Mance–Viger à l'Assemblée nationale du Québec de 1981 à 2008, soit durant 27 ans. Il est président de l'Assemblée nationale du 4 juin 2003 au 14 juillet 2008.
Après avoir occupé cette fonction de 1978 à 1981, il occupe depuis le 21 septembre 2008 la fonction de maire de l'arrondissement montréalais de Saint-Léonard.

## Biographie
Originaire du quartier Hochelaga-Maisonneuve, Michel Bissonnet s'intéresse dès son plus jeune âge à la politique, ce qui le pousse à s'impliquer dès la fin des années 1960 avec le Nouveau Parti démocratique du Québec où il côtoie le chef du parti Robert Cliche. Il débutera plus tard des études en droit à l'Université de Montréal et y obtient une licence en droit en 1976 à l'âge de 34 ans. Il est membre du Barreau du Québec depuis 1977. Durant ses études, de 1960 à 1977 il exerce plusieurs fonctions à l'emploi de la Ville de Montréal : archiviste, commis de bureau, assistant-chef de bureau, chef de bureau du greffier, coordonnateur des élections municipales et avocat stagiaire au contentieux. Il a été avocat au cabinet Bissonnet, Mercadente et associés de Saint-Léonard.

### Vie politique
En 1967, il est candidat défait du Nouveau Parti démocratique à une élection partielle dans la circonscription fédérale de Papineau. En 1969, il est candidat défait aux élections municipales de Laval. De 1978 à 1981, il est maire de la ville de Saint-Léonard.
Il est le député du Parti libéral du Québec de la circonscription de Jeanne-Mance puis de celle de Jeanne-Mance—Viger à l'Assemblée nationale du Québec de 1981 à 2008. Il a occupé plusieurs fonctions, dont celles de whip adjoint du parti libéral, de vice-président et de président de l'Assemblée nationale du Québec. Il démissionne de son poste de député le 24 septembre 2008.
Depuis le 21 septembre 2008, Michel Bissonnet est le maire d'arrondissement de Saint-Léonard, à Montréal. Il est élu dans le cadre d’une élection partielle, dans l'équipe de Gérald Tremblay, en récoltant plus de 94 % des votes exprimés. Il est réélu lors de l'élection municipale de Montréal du 1er novembre 2009 à la mairie de Saint-Léonard. De 2013 à 2017, durant le mandat de maire de Montréal de Denis Coderre, Michel Bissonnet est membre du Comité exécutif de Montréal, où il est responsable des Affaires gouvernementales et du 375e anniversaire de Montréal.
Michel Bissonnet est réélu à la mairie de Saint-Léonard pour un quatrième mandat consécutif lors des élections municipales de Montréal de novembre 2021. 
Il appuie la fondation Jean-Charles-Bonenfant, qui veut augmenter, améliorer et diffuser les connaissances sur les institutions politiques et parlementaires, ainsi que promouvoir l’étude et la recherche sur la démocratie. Dans le cadre de cette fondation, il visite la plupart des écoles secondaires de la province.
Il parle le français, l'anglais et l'italien, son arrondissement comportant une importante communauté italienne.

## Honneurs
- 2005 - Grand-croix de l'ordre de la Pléiade[4]
- 2008 - Récipiendaire médaillon commémoratif du 400e anniversaire de Québec[2]
- 2008 - Grand officier de l'Ordre national de la Légion d'honneur[2]
- 2014 - Récipiendaire de la médaille d'honneur de l'Assemblée nationale[2]